# Valaská Dubová
Valaská Dubová je obec na Slovensku v okrese Ružomberok v Žilinském kraji. Žije v ní 775 obyvatel. Leží v údolí pod Veľkým Chočem v Chočských vrších.

## Historie
První písemná zmínka je z roku 1323 v Codex diplomaticvs Hvngariae ecclesiasticvs ac civilis Jeszenova, silva inter Arva, et Dubova per M. Donch, famulo (Procure.) Suo Donata. Původní název byl Dubora, později Dubova Walaska (Valachorum).
V roce 1474 král Matyáš potvrdil obci valašská privilegia s povinností chránit bezpečnost nad důležitou cestou z Liptova na Oravu a zamezovat zbojnictví. Původně obec patřila hradu Likava, ale v roce 1556 přešla pod pravomoc oravského panství. Za stavovských povstání byla téměř zcela opuštěna. V roce 1933 obec vyhořela. Po druhé světové válce však byla znovu vystavena.

## Přírodní poměry
- Veľký Choč (1607,7 m)
- Do katastrálního území obce zasahují části národní přírodní rezervace Choč a přírodní rezervace Kunovo.
- V okolí se nachází několik průzkumných dolů na železnou rudu a několik jeskyní, v nichž se lidé ukrývali během druhé světové války; nejznámější z zdejších jeskyní je Jaskyně chladných očí, jejíž délka je 97,44 m.
- Západní svahy Choče v pohoří Chočské vrchy byly v letech 1968 až 1991 vojenským výcvikovým prostorem sovětských vojsk.
- V polovině doliny se nacházejí vyvěračky s vydatností několika litrů za sekundu, které zásobují vodou okolní obce.

## Pamětihodnosti
- římskokatolický novorománský kostel svatého Michala z let 1866–1872 s nástěnnými malbami Jozefa Hanuly z roku 1904
- budova hostince ze začátku 19. století, která je postavena na místě staré dřevěné budovy, která se spojuje s tradicí, že v ní údajně chytili Juraje Jánošíka, což však není historicky doložené

## Osobnosti
V obci působil básník a kněz Jozef Duraj-Slávičan (1909–1975).

## Galerie

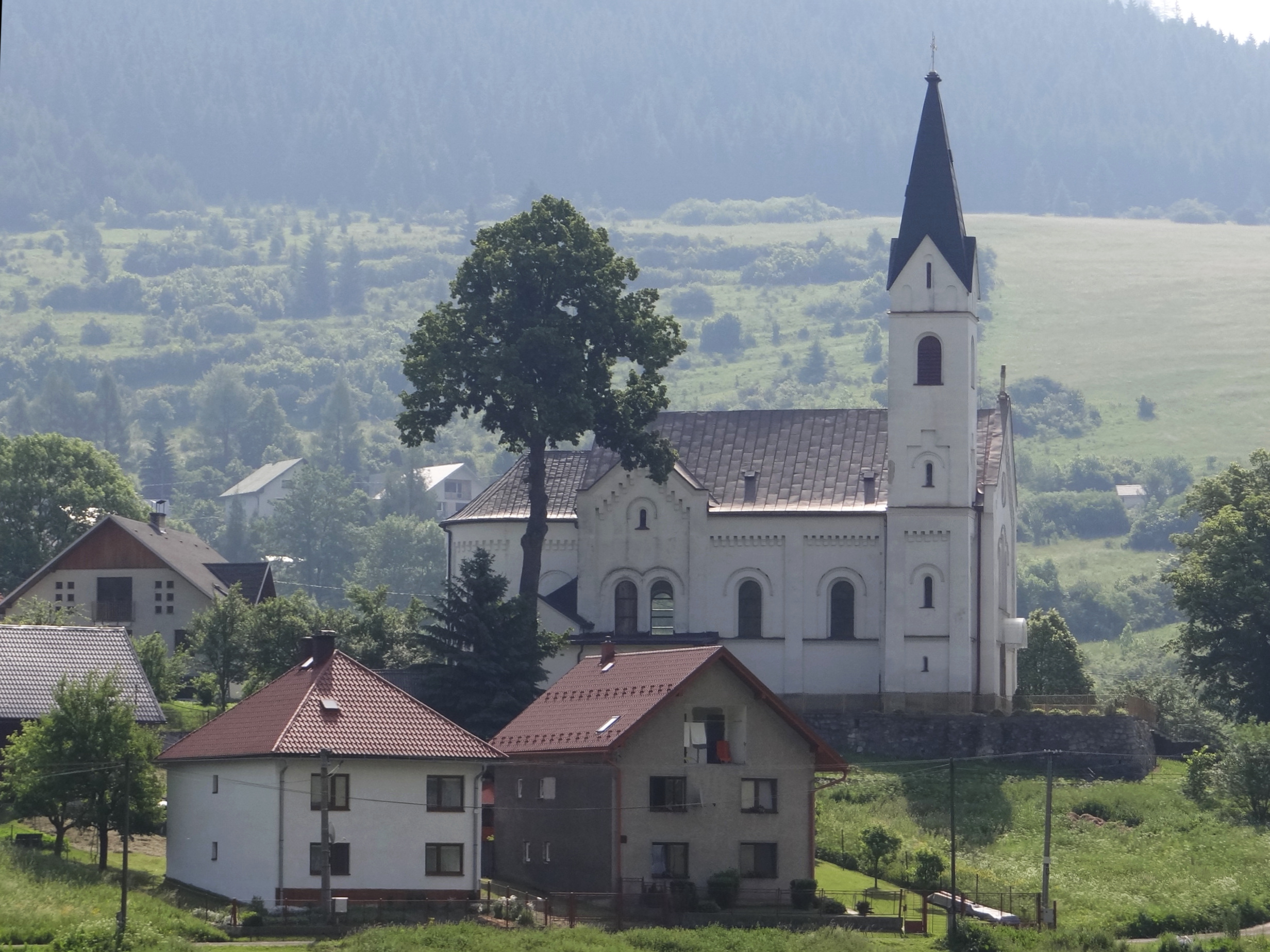
Kostel v obci
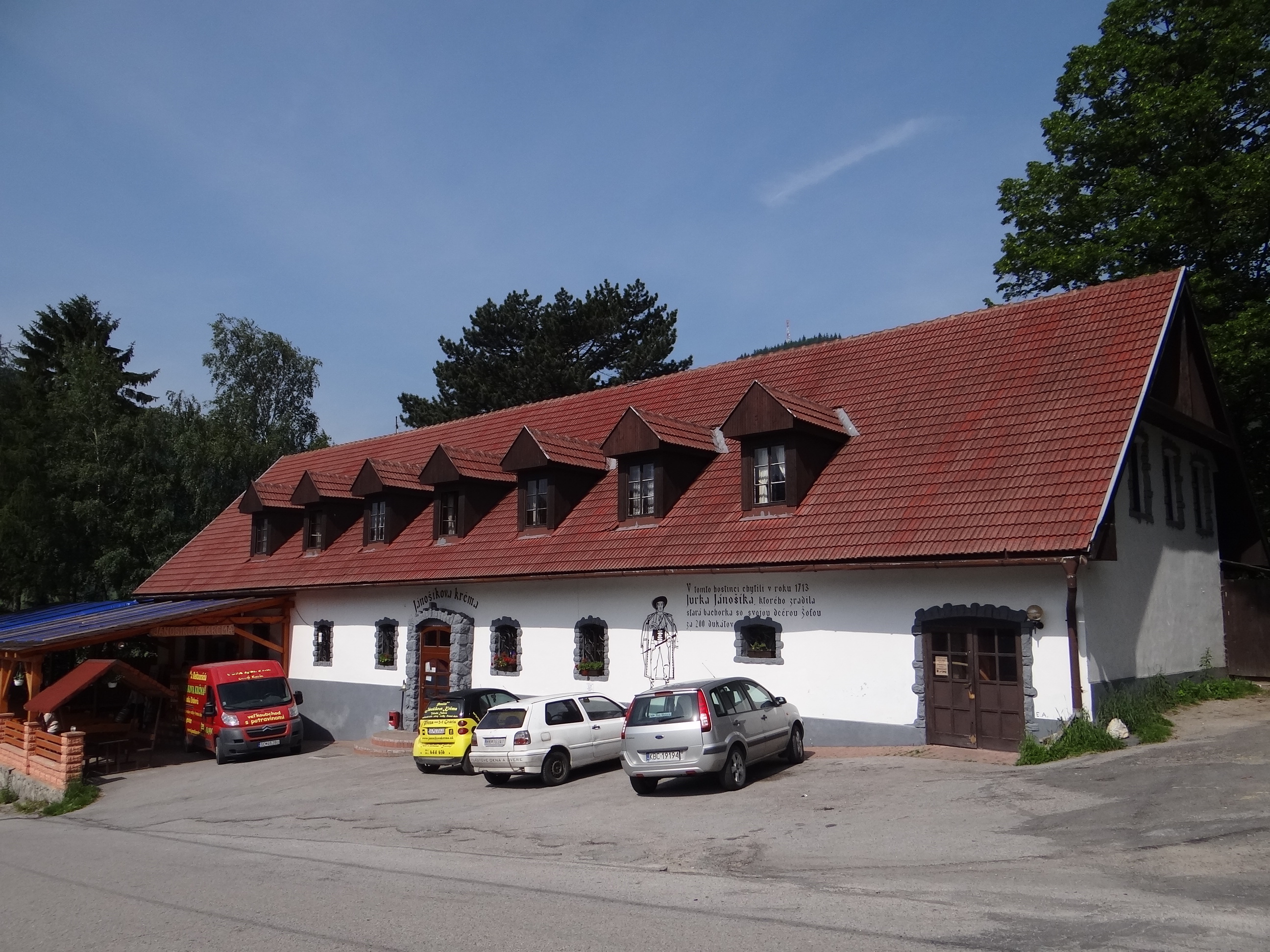
Hostinec ze začátku 19. století
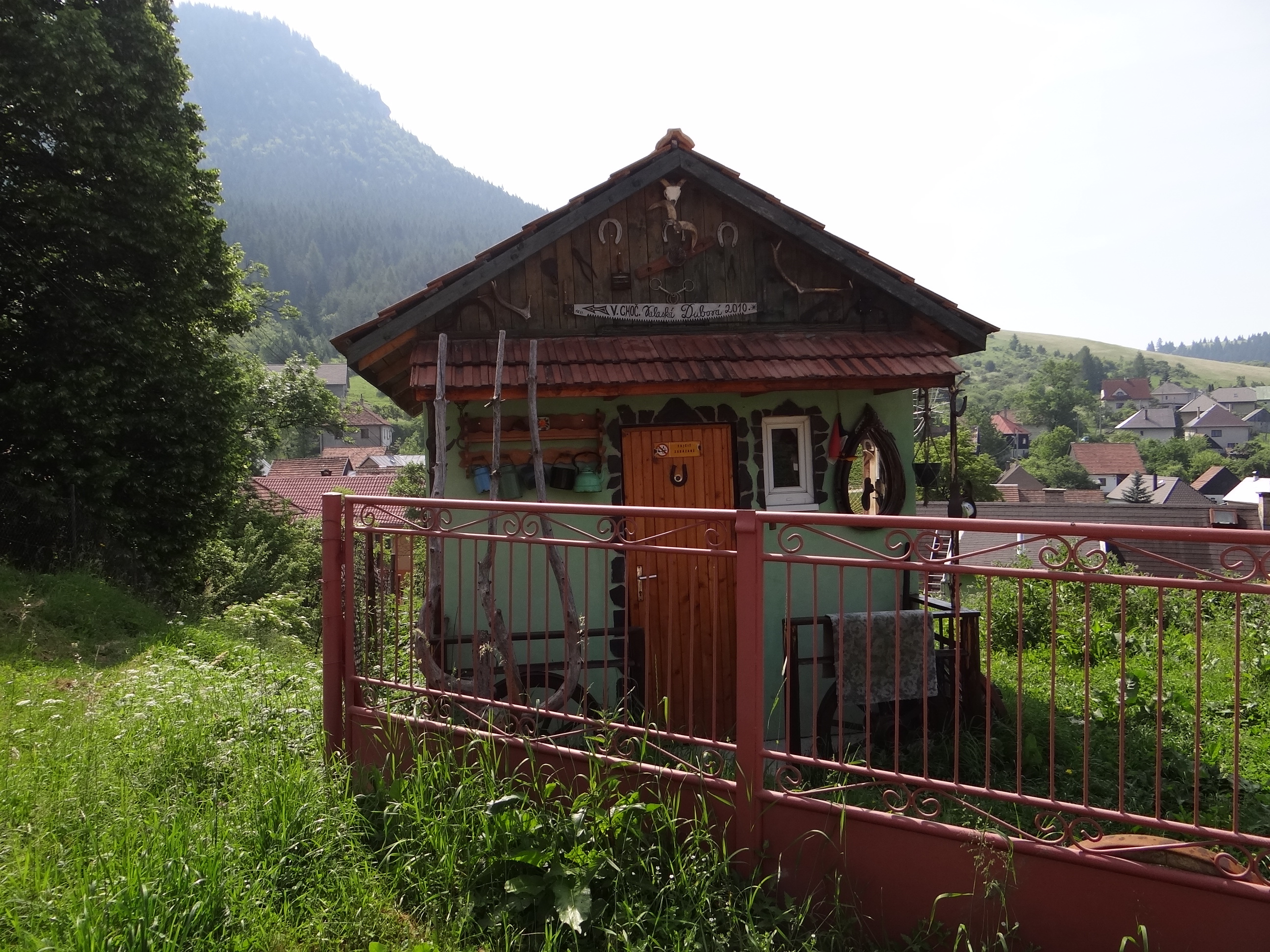
Chata cestou na Veľký Choč